# Konstantin Türnpu

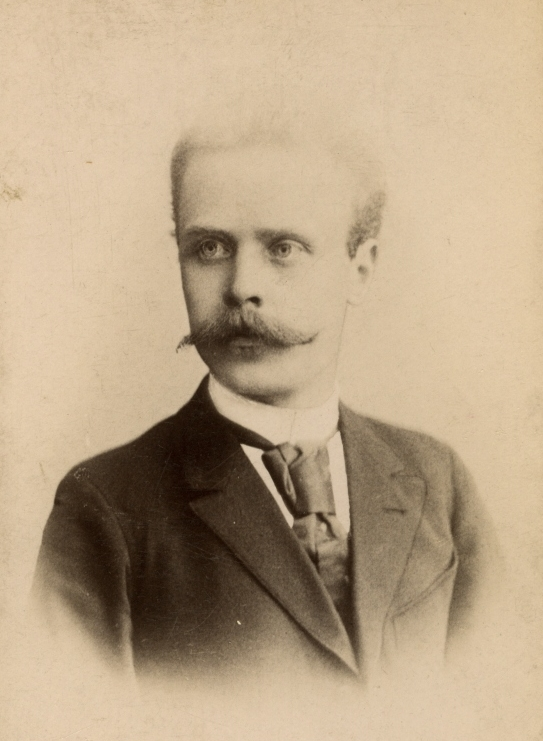
Konstantin Türnpu. Undatierte Aufnahme, vor 1900

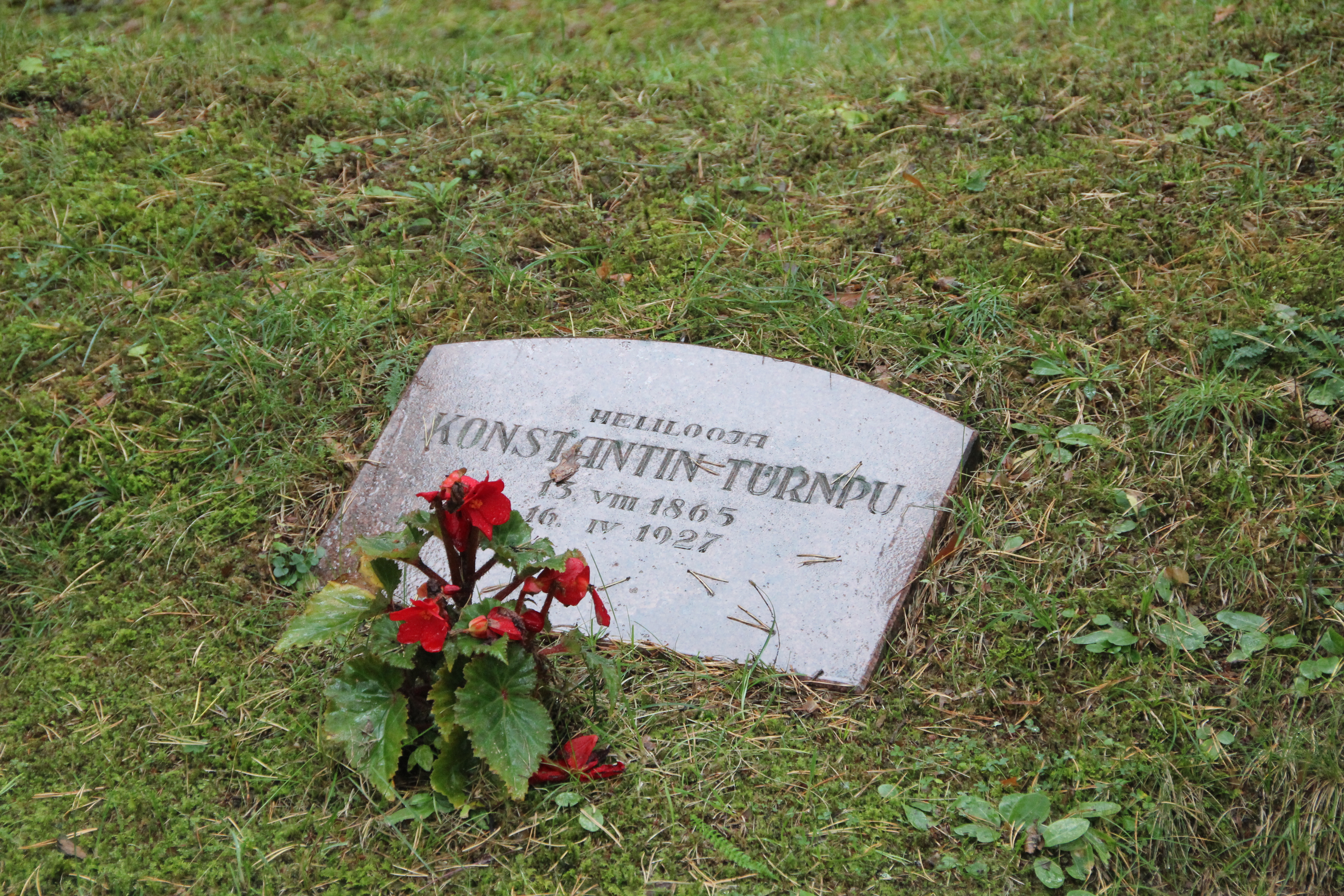
Grabstein von Konstantin Türnpu auf dem Tallinner Waldfriedhof

Konstantin Türnpu (* 1. Augustjul. / 13. August 1865greg. auf dem Gutshof Klooga, Kreis Harju, Estland; † 16. April 1927 in Tallinn) war ein estnischer Komponist und Organist.

## Leben und Werk
Konstantin Jakob Türnpu wurde in die Familie des Milchbauern Jaan Türnbaum geboren. Er besuchte die deutsche Kreisschule in Tallinn. Bereits zu Jugendzeiten gründete er seinen ersten Chor. Schnell wurde sein musikalisches Talent von Pädagogen erkannt. 1884 wurde Türnpu Leiter des Männerchors im angesehenen Tallinner Chorverein Lootus, der von 1877 bis 1940 bestand.
Von 1886 bis 1891 studierte Türnpu am Sankt Petersburger Konservatorium die Fächer Orgel bei Louis Homilius und Komposition bei Julius Johannsen. 1891/92 bildete er sich in Berlin als Chorleiter fort. Ab 1892 war Türnpu als Organist der Tallinner Nikolaikirche (estnisch Niguliste kirik) tätig. Daneben leitete er zahlreiche bekannte Tallinner Chöre wie die Revaler Liedertafel oder den Nikolai-Gesangverein.
Konstantin Türnpu ist vor allem als Komponist bekannt geworden. Von ihm stammen etwa 60 Chorstücke, daneben einige Sololieder. Er schrieb auch einige bekannte estnisch-patriotische Lieder, die er nach Texten von Lydia Koidula, Carl Robert Jakobson und Ado Reinvald komponierte.